# Rosalia Chalia

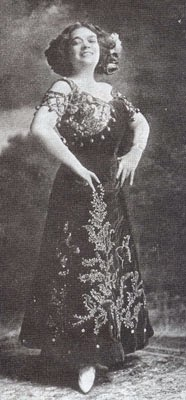
Rosalia Chalia

Rosalia Chalia, bürgerlich Rosalia Herrera del Castillo, (* 17. November 1864 in Havanna; † 16. November 1948 ebenda) war eine kubanische Opernsängerin (Mezzosopran/Sopran) von deren gesanglichen Darbietungen Aufnahmen angefertigt wurden, welche mit den zum damaligen Zeitpunkt neuartigen Sprechmaschinen, Phonograph, Graphophon und Grammophon, wiedergegeben werden konnten.

## Leben
Chalia, Tochter eines spanischen Großadmirals, trat bereits im Kindesalter gesanglich in Erscheinung, so beispielsweise mit zwölf Jahren während eines Empfangs des US-amerikanischen Präsidenten Ulysses S. Grant. In den darauffolgenden Jahren begann Chalia mit Gesangsstudien bei Giovanni Sbriglio in Paris sowie bei Gellio Benvenuto Coronaro in Mailand. Letztendlich aber beendete Chalia vorübergehend, aufgrund einer Heirat, ihr Wirken als Sängerin.
1894 begann Chalia erneut ihre musikalische Karriere voranzutreiben, indem sie der von Gustav Hinrichs im Jahre 1888 gegründeten und nach ihm benannten Gustav Hinrichs Opera Company beitrat. 1898 wechselte sie an die Metropolitan Opera in New York City und debütierte dort als Santuzza in der Oper Cavalleria rusticana von Pietro Mascagni. Nach nur einem weiteren Engagement in der Titelrolle von Verdis Aida verließ sie die Metropolitan Opera bereits wieder und schloss sich der von Walter Damrosch 1894 gegründeten Damrosch Opera Company, später umbenannt in Damrosch-Ellis Opera Company, an und bespielte mit jenem Ensemble die verschiedensten Bühnen in den Vereinigten Staaten. Einhergehend mit diesem Engagement trat sie des Weiteren, über einen Zeitraum von vierzehn Jahren, an der Oper von Mexiko auf.
Zwischen 1900 und 1908 sang Chalia in der von ihr selbst gegründeten Operngesellschaft und bereiste mit dieser die Länder des südamerikanischen Kontinents, darunter Kuba, Mexiko und Venezuela, jenes Land, in welchem sie 1916 ihre letzte Vorstellung gab, um fortan in New York zu leben und sich der Förderung junger Gesangstalente auf ihrem Weg in die Vereinigten Staaten zu widmen. 1947 kehrte Chalia nach Kuba zurück, wo sie ein Jahr später in Havanna verstarb.

## Aufnahmen (Auswahl)
Chalia gehörte zu denjenigen Sängerinnen und Sängern, welche früh mit Aufnahmen ihrer Darbietungen und deren Veröffentlichung auf Tonträgern begannen. Bereits 1896 war sie auf Gianni Bettinis Phonographenwalzen zu hören. Anschließend im Jahr 1900 auf Zonophone und ab 1901 auf Victor Schellackplatten.
- 1901: The last Rose of Summe (Victor)
- 1901: Home, sweet home (Victor)
- 1901: Serenata Argonessa (Victor)
- 1901: La ci darem (Victor)
- 1901: Se tu m'ami mio ben (Victor)
- 1901: I live and love thee (Victor)[1]